# アルミニウム屋内配線

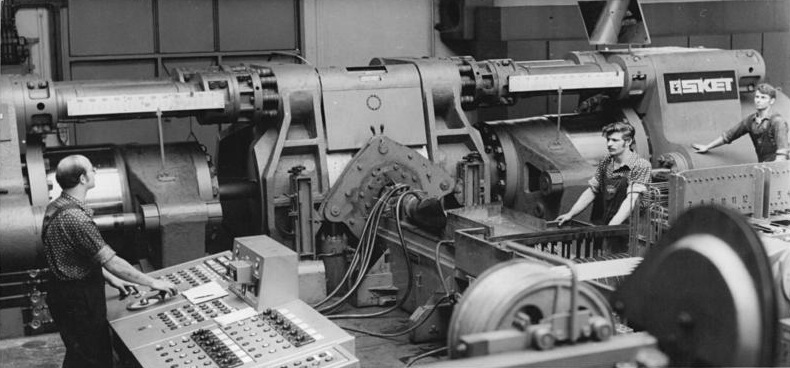
1970年東ベルリン：人民公社Kabelwerkの労働者が、SKET-built Machineでアルミニウム線を生産している

アルミニウム屋内配線（アルミニウムおくないはいせん）は、銅線の代わりにアルミ線を用いた屋内配線の一種である。  アルミニウムは、銅よりも優れた重量あたり導電率を持つため、送電線や一部の飛行機の電力配線などにも使用される。送電会社は、1800年代後半から1900年代初頭からの電力網の電気伝達にアルミニウム電線を使用している。送電および乗り物のアルミニウム配線は、今日でも好ましい電線材料である。
北米の住宅建設では、1960年代から1970年代半ばまでの銅価格の高い期間中に、家全体を配線するためにアルミニウム電線が使用された。しかし当時の家電、スイッチ、照明、換気扇などは、アルミニウム電線の特定の特性を念頭に置いて設計されておらず、また線材の材質などにも問題があり、様々な問題を引き起こした。
分岐回路で使用されるこの古いアルミニウム配線を備えた既存の家には火災のリスクがある。
この問題を解決するため電線と機器の両方で改訂された製造基準が開発された。
東ドイツ（GDR、1945-1990）では、銅は不足していた外貨で買う必要があったためアルミニウムまたは銅クラッドアルミ線（ '' AlCu-Kabel″）を配線に使用する必要があった。すべてのデバイスはその時代にアルミニウム用に設計されていたが、これは1990年に標準的な西ヨーロッパの機器が利用可能になり、人民公社（Volkseigener Betrieb）が廃業したときに統一された。

## 材質
1960年代初頭、北米に住宅建設ブームがあり、銅の価格が急上昇したとき、アルミニウム製の電線は、家庭の低い負荷分岐回路に使用できるほど細い配線でAA-1350アルミニウム合金が用いられた。1960年代後半には、AA-1350合金アルミニウムで作られた電線を構築するための分岐回路接続に関連する問題と障害が発生し、アルミニウム電線向けの新しい合金の開発が必要になった。一部のアプリケーションでまだ広く使用されている最初の8000シリーズの電気導体合金は、1972年にアルコア社が開発、特許を取得した。この合金は、AA-8030（1973年にオリンによって特許を取得）およびAA-8176（1975年と1980年にサウスワイヤーによって特許を取得）とともに、銅のように機械的に機能する。
以前に使用した古いAA-1350合金とは異なり、これらのAA-8000シリーズ合金は、ANSI C119.4：2004で説明されているように、標準の電流サイクルテストまたは電流サイクルサブマージョンテスト（CCST）の後でも引張強度も保持する。アニーリンググレードに応じて、AA-8176は少ないスプリングバック効果で最大30％までの伸び率、高降伏強度（19.8 ksi（137 MPa）、冷間加工済みののAA-8076ワイヤ）を実現できる。
1970年代半ば（1972年以前のアルミニウムワイヤのストックが使用されることがあるため）以前にアルミニウム配線された家は、古いAA-1350合金で作られた電線が使われているかもしれない。 AA-1350アルミニウム合金は、その時点で使用されていた電気装置が粗悪な仕上がりと組み合わせて使用されていた障害の影響を受けやすくなった機械的特性により、家の分岐回路配線に関連する問題を抱えていた。
1977年 ビバリーヒルズ・サパー・クラブの火災 は不適切なアルミニウム配線によって引き起こされる注目すべき事故だった

## 特徴
アルミ線は多くの利点を持つが、適切な使用を行わなければ、時間とともに導通が悪化し、最悪火災につながる。
利点
- 安い  - 非枯渇性資源のため安い。持続可能性にも優れる。
- 軽い - 銅に比べ同じ径なら40％、同じ電流容量なら45％と軽く、運搬や敷設が容易になる[7]。
- 耐食性に優れる - アルミは強固な酸化皮膜を形成する[7]。

欠点
- 太い - 軟銅と同じ電圧効果なら断面積を1.64倍、同じ電流容量なら1.5倍に増やさなければならない[7]。
- 熱膨張率が大きい - 熱膨張率が大きく、クリープ変形しやすい。

配線金属の熱膨張率: アルミニウム (最高)、真鍮、銅、鋼 (最低)

アルミニウム線に関連する問題のほとんどは、1972 年以前の古い AA-1350 合金ソリッド アルミニウム線 (「旧技術」アルミニウム線とも呼ばれる) に関連している。この線は、銅線や現代の AA-8000 シリーズ アルミニウム線よりも大幅に熱膨張率が大きい。古いソリッド アルミニウム線には、クリープ変形の問題もあり、負荷がかかった状態で時間が経つと、線が永久に変形したり緩んだりする。
さらに、銅の使用を減らすためコンセントやスイッチなどのデバイスの端子に、真鍮製のネジではなく、真鍮コーティングされた鋼が使用されるようになったことも問題を悪化させた。アルミと鋼は、熱負荷を受けたときの膨張率と収縮率が大きく異なるため、特に、ネジのトルクが不十分な状態で最初に取り付けられた古い端子と、時間の経過によるアルミのクリープが組み合わさって、接続が緩む可能性がある。酸化膜がさらに導通を悪化させることも考えられるが、研究ではこれらのケースでは酸化は重要ではないことが示されている。
- 酸化膜による導通の阻害 - アルミが酸化されてできる 酸化アルミニウムは絶縁体である。これにより導通が妨げられる恐れがある。  ただし、酸化物層の厚さはわずか数ナノメートルなので、簡単に破壊できる。適切に末端処理を行えば、機械的接続が酸化酸化物の薄く脆い層を破壊して、優れた導通を実現できる。接続が十分にしっかりしていてゆるまなければ、接点に酸素が浸透してさらなる酸化物を形成する心配はない[8]。
- 異種金属接触腐食 - 端部で銅などに接続する際異種金属接触腐食が生じることがある。防水コンパウンドなどを使用して水気を避けることで防ぐ[7][9]。

## 接続
1970年代以前の古いアルミニウム分岐回路配線のある家では、修理で安全性を改善できる。
- 家の配線を全て銅に取り替える（通常はコストがかかりすぎる）
- 「ピッグテール」　短い長さの銅線（ピグテール）を元のアルミニウムワイヤにスプライシングし、既存の電気装置に銅線を取り付ける 。既存のアルミニウムワイヤへの銅ピグテールのスプライスは、特別な圧着端子、特別なねじ端子、または承認されたねじ込み式コネクタ（特別な設置手順を備えた）で達成できる。配線を全て交換するより時間とお金を節約できる。[10]

米国消費者製品安全委員会（CPSC）は現在、ピッグテールの方式のうち「恒久的な修理」のための2つの選択肢のみを推奨している。より広くテストされた方法では、COPALUMコネクタと呼ばれる特別な圧着端子を使用する。  2011年4月の時点で、CPSCはAlumiConnコネクタと呼ばれるねじ端子のコネクタも認識している。 CPSCは、ねじ込み式のピグテールの使用を一時的な修理と見なし、一時的な修理でさえ特別な設置手順を推奨しており、修理を試みることにはまだ危険があると指摘している。

### 圧着式
COPALUMコネクタは、銅線とアルミニウムワイヤーの間で冷間圧接する特別な圧着システムを使用し、永続的なメンテナンスのない修理と見なされる。ただし、特別な圧着ツールを使用するのに十分な長さのワイヤがエンクロージャーにない場合があり、結果として得られる接続は、限られたスペース（または「ボックスフィル」）のために既存のエンクロージャに施工するには大きすぎる場合がある。解決として、未完成の表面用のエンクロージャーエクステンダーを取り付け、エンクロージャーをより大きなものに置き換えるか、利用可能なスペースを増やすために隣接するエンクロージャーを追加する。また、COPALUMコネクタは施工に費用がかかり、特別な工具を必要とし、メーカーに認定された電気技師が必要なため、これらのコネクタを施工できる地元の電気技師を見つけることは非常に困難な場合がある。
日本では近年一般的な圧着端子と同様の施工が可能な端子も開発されている。酸化防⽌及び疎⽔性担保のためのゲル状の絶縁油「コンパウンド」が予め塗布されているなどの工夫が凝らされている。

### ねじ端子
AlumiConnミニチュアラグコネクタは、恒久的な修理にも使用できる。電気技師がそれらを設置するために必要な唯一の特別なツールは、資格のある電気請負業者がすぐに利用できるようにする特別なトルクドライバーである。  適切な修理にはネジのトルク管理が重要である。ただし、AlumiConnコネクタの使用は、他の方法と比較して古いアルミニウム配線の比較的新しい修理オプションであり、これらのコネクタを使用すると、COPALUMコネクタ同様とエンクロージャースペースで悩まされることがある。

### ねじ込み式
特別なねじ込み式コネクタ（または「ワイヤナット」）は、アルミニウムを銅線に結合するために利用できる。これは、ポリブテンベースの亜鉛ダストで作られた抗酸化物質で、二酸化ケイ素を化合物に加えてワイヤを摩耗させる。  2014年の時点で、米国のアルミニウムおよび銅枝の回路線を接続するためのねじ込み式コネクタの規格または「ULリスト」はただ1つ独特の紫色をした  Ideal no. 65 "Twister Al/Cu wire connector"しかなかった。CPSCは、理想的な番号を含む、ねじ込み式コネクタの使用を依然として一時的な修理と考えている。
CPSCによると、一時的な修理として古いアルミニウムワイヤに銅のピグテールを取り付ける（リストされた）ねじ込み式コネクタを使用しても、ワイヤの研磨やねじりなどの特別な設置手順が必要となる。ただし、メーカーはワイヤーを事前にねじることのみを推奨しており、研磨が必要であると述べていない。  また、説明書には、CPSCが推奨するワイヤの物理的な研磨については記載されていないが、メーカーの現在の資料には、あらかじめ充填された「コンパウンドが酸化アルミニウムを切断する」と記載されている。一部の研究者は、このワイヤ・コネクタのUL登録／テストを批判しており、テスト（事前のねじ込みなし）や取り付けに関する問題が報告されている。しかし、報告された取り付けの問題が、資格のない人がこれらの修理を試みたか、推奨された特別な取り付け手順（古いアルミニウム・ワイヤーについてCPSCが推奨するワイヤーの研磨と予備撚り、または少なくともIdeal社がコネクタについて推奨するワイヤーの予備撚りなど）を使用しなかったことに関連しているかどうかは不明である。
新しいCO/ALR定格装置（スイッチとレセプタクル）を使用することで、アルミニウム分岐回路配線を持つ住宅において、適切な定格を持たない古い装置と交換することができ、危険を減らすことができる。これらの装置は、AA-1350およびAA-8000シリーズの両方のアルミニウムワイヤーに対してテストされ、リストされていると報告されており、国家電気コードに従って許容される。 しかし、CO/ALR装置の製造業者によっては、これらの装置の端子ネジを定期的に点検/締めることを推奨しているが、資格のない人がこれを行うのは危険であり、また、「古い技術」のアルミ線に接続された一部のCO/ALR装置がテストで不合格になったことから、恒久的な修理としての使用に批判がある。さらに、CO/ALR装置（スイッチとレセプタクル）を取り付けるだけでは、シーリングファン、照明、機器などの他の接続に関連する潜在的な危険には対処できない。